# Seis Secretos
Los Seis Secretos es el nombre de cinco equipos del universo ficticio de la editorial DC Comics. Cada equipo ha tenido seis miembros, dirigido por una figura misteriosa llamada Mockingbird, a quien los miembros asumen que es uno de los otros miembros del equipo.

## Historia de publicación

### Primer equipo (1968-1969)
Los Seis Secretos aparecieron por primera vez durante la edad de plata de las historietas en los siete números iniciales de Secret Six (mayo de 1968 a mayo de 1969) y fue creado por el escritor E. Nelson Bridwell y el artista Frank Springer.
Inusualmente, la historia del primer número empezó en la cubierta y continuó en una página del interior. Este equipo de ataque de agentes encubiertos tenía como miembros a August Durant, Lili de Neuve, Carlo di Rienzi, Tiger Force, Crimson Dawn y King Savage.
La serie dejó de publicarse sin haber revelado la identidad de Mockingbird. Los dos primeros números fueron reimpresos en The Brave and the Bold #117 y #120 (marzo y julio de 1975).

### Segundo equipo (1988-1989)
El escritor Martin Pasko y el artista Dan Spiegle introdujeron una nueva versión del equipo en una historia de 18 páginas publicada en Action Comics Weekly #601 (mayo de 1988).
Se revela que Mockingbird es Durant, quien reúne al equipo después de cinco años, mientras que al mismo tiempo crea uno nuevo formado por Mitch Hoberman, Ladonna Jameal, Tony Mantegna, Luke McKendrick, Vic Sommers y la Dra. María Verdugo. El siguiente número mostró a todo el primer equipo, incluyendo a Durant, muertos. Los Seis Secretos aparecieron hasta Action Comics Weekly #612 (agosto de 1988), con DiRienzi reemplazando a Durant como Mockingbird.
Un segundo arco argumental de este equipo, escrito por Pasko y dibujado por Springer, se publicó en Action Comics Weekly #619-630 (septiembre de 1988-diciembre de 1988). DiRienzi muere y su hijo, Rafael, desaparece, dejando abierta la posibilidad de que se convierta en el próximo Mockingbird.

### Tercer equipo, Gail Simone (2005-2011)

#### Villains Unitedy miniserie (2005-2006)
La próxima versión del equipo fue introducida en Villains United #1 (julio de 2005). El equipo está formado por los personajes ya existentes Catman, Deadshot y Cheshire, además de los recientemente creados Ragdoll, Scandal Savage y Parademon. Otro miembro, The Fiddler, es asesinado por Deadshot por orden de Mockingbird. Más tarde, el Parademon es asesinado y Cheshire traiciona al grupo con la Sociedad Secreta de Supervillanos, solo para ser asesinada por el Deathstroke de la Sociedad, que no confía en ella por ser una traidora. El Mockingbird de esta versión del equipo finalmente se revela como Lex Luthor.
En la serie limitada de 2006 Secret Six, escrita por Gail Simone con dibujos de Brad Walker y Jimmy Palmiotti, Knockout se ha unido al grupo para estar con Scandal, su amante. Catman le pide al Sombrerero Loco ser el sexto miembro del grupo y, mientras esto ocurre, Doctor Psycho organiza una serie de ataques para acabar con los Seis. El Sombrerero es expulsado del equipo por Ragdoll, quien dice que un presumido excéntrico en el grupo es suficiente. Su reemplazo fue Harley Quinn, la cual renuncia poco después.
En los números 104 a 108 de Birds of Prey, los Seis Secretos se enfrentan contra Oracle en Rusia por el alma de Hielo. Después de que Harley Quinn renunciara al equipo, los seis secretos se separaron. En Birds of Prey #109, Knockout fue asesinada por el mismo asesino que acechaba a los Nuevos Dioses y se revela que Deadshot había regresado al Escuadrón Suicida. Scandal Savage, Ragdoll y Catman se aparecen después en Salvation Run.

#### Relanzamiento del tercer equipo (2008-2011)
DC lanzó una nueva serie de los Seis Secretos en septiembre de 2008 reuniendo a Catman, Deadshot, Scandal y Ragdoll, agregando a Bane y a Jeannette, un nuevo personaje. Los seis son contratados para rescatar a Tarántula de Alcatraz, y encontrar una tarjeta que le robó a Junior, un villano misterioso. Los Seis Secretos descubren que la tarjeta fue creada por Nerón y permite escapar del infierno. Se revela que Junior es la hermana de Ragdoll, los Seis Secretos son aparentemente traicionados por Deadshot y más tarde descubren que fueron contratados por, que simplemente los quería matar. Tarántula se sacrifica poniéndose a ella y Junior frente al ataque de un grupo de supervillanos que buscan la tarjeta, aparentemente destruyéndola, sin embargo, Scandal se ha quedado con ella.
La serie tuvo tres crossovers, el primero en 2010, llamado Danse Macabre coescrito John Ostrander con el Escuadrón Suicida de la década de 1980, que había sido resucitado para el evento Blackest Night. Los Seis Secretos reciben un contrato para rescatar a un preso pero es una trampa del Escuadrón Suicida para secuestrar a Deadshot. El crossover inició en Suicide Squad #67 y continuo en Secret Six vol. 3 #17 y #18. En enero de 2011 Simone colaboró con Paul Cornell en un crossover de dos partes que inició en Action Comics #896 y terminó en Secret Six vol. 3 #29, en el que los Seis Secretos son contratados por Lex Luthor para asesinar al padre de Scandal, Vándalo Salvaje. En febrero del mismo año, Simone participó en otro crossover de dos partes con la Patrulla Condenada de Keith Giffen en la historia «Suicide Roulette». El crossover ocurrió en Secret Six vol. 3 #30 y Doom Patrol vol. 5 #19, y consistió en un contrato de los Seis Secretos para tomar por la fuerza Oolong Island, el país de origen de la Patrulla Condenada.
Los miembros en este periodo, en distintos momentos, fueron Bane, Black Alice, Catman, Deadshot, Ragdoll (Peter Merkel, jr.), Scandal Savage, Jeannette, King Shark, Cheshire, The Fiddler, Knockout, El Sombrerero Loco, Parademon, Harley Quinn, Lady Vic, Dwarfstar y Giganta.

### Cuarto equipo,The New 52(2015-2016)
Como parte de la iniciativa editorial The New 52 de DC comics iniciada en 2011. Secret Six fue relanzado en 2015 con Gail Simone como escritora. Este equipo estuvo formado por Catman, Black Alice, Scarface (Shauna Belzer), Big Shot y Azrael. En esta versión del equipo Mockingbird fue The Riddler.

### Quinto equipo,Multiverso oscuro(2019)
En 2019, en la serie Batman /Superman el villano Batman Que Ríe transformó con la toxina del Joker a seis personajes en versiones oscuras  y retorcidas de ellos para formar a sus Seis Secretos: King Shazam (Shazam), Scarab (Blue Beetle), Deathbringer (Donna Troy), Satan Sky (Hawkman), El Comisionado (James Gordon) y Supergirl. Son curados por Lex Luthor al inyectar una cura hacia el Batman que ríe

### Sexto Equipo:DC in All
Siguiendo la historia de Absolute Power , un grupo de superhéroes formada por (Superboy) ,  Dreamer y Gossamer (Jay Nakamura) son reclutados para formar un nuevo equipo Secret Six junto  los villanos Black Alice , Catman y Deadshot .

## Otras versiones

### Tangent Comics
Una versión de los Seis Secretos apareció en el sello para universos alternos de DC Comics, Tangent Comics, en un único número Secret Six #1 (diciembre de 1997), escrito por Chuck Dixon y dibujado por Tom Grummett. Este equipo está formado por Átomo (Adam Thompson), Flash, Joker, el Espectro (Taylor Pike), el Hombre Plástico (Gunther Ganz) y Manhunter. El grupo también aparece en la serie de 2008 Tangent: Superman's Reign.

### Flashpoint
Una serie limitada de tres números llamada Secret Seven fue publicada en 2011 como parte del crossover Flashpoint, escrita por Peter Milligan y dibujada por George Pérez Este equipo está formado por Shade, el Hombre Cambiante, Amatista; Encantadora y un nuevo héroe llamado Mindwarp.

## Licencia
- Esta obra contiene una traducción  derivada de «Secret Six (comics)» de Wikipedia en inglés, publicada por sus editores bajo la Licencia de documentación libre de GNU y la Licencia Creative Commons Atribución-CompartirIgual 4.0 Internacional.

- Datos: Q1986134